# Zatoka Nara
Zatoka Nara (ang. Nara Inlet) – zatoka znajdująca się na Wyspie Hook należącej do Australii. Zatoka przypomina fiord, wraz z sąsiednią zatoką Macona Inlet wcina się głęboko w południowe wybrzeże wyspy.